# Trungboa poilanei
Trungboa poilanei är en flenörtsväxtart som först beskrevs av Gagnepain, och fick sitt nu gällande namn av S. Rauschert. Trungboa poilanei ingår i släktet Trungboa och familjen flenörtsväxter. Inga underarter finns listade i Catalogue of Life.